# 波本威士忌

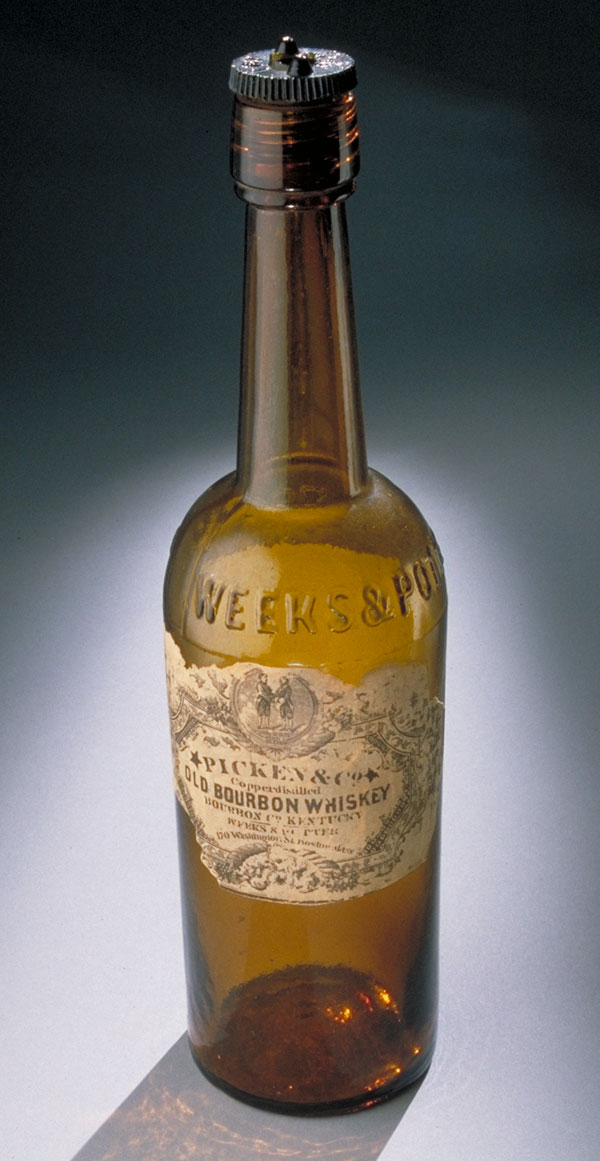
一個19世紀時的波本威士忌酒瓶

波本威士忌（英語：Bourbon Whiskey）是多種美式威士忌的一種，使用比例佔總原料51%以上的玉米作為原料（通常是70%，至於其他的原料則包括小麥、裸麥或其他穀物），蒸餾後酒精度不超過160°（美國標準酒度，相當於華氏60度的溫度下，容量酒精度數字的兩倍，也就是80% 酒精濃度），只能使用全新但經過烤桶處理的北美白橡木桶陳年，但並未規定最短陳年時限。唯有波本威士忌的其中一種分支——純波本威士忌（Straight Bourbon Whiskey），有最短兩年的陳年時間要求。
波本威士忌的名稱源自於美國肯塔基州波旁縣，這個郡的名稱則源於波旁王朝。1964年時，美國國會特別通過立法嚴格制定了波本威士忌的製造標準，並且規定僅有在美國境內製造的此類威士忌才有資格冠上波本威士忌之名，但並未限制產地必須在波本郡甚至肯塔基州範圍內。雖然在美國多地都有波本威士忌的生產，但主要的產地還是以肯塔基州為主。
酸醪（Sour mash）是一種由蘇格蘭的化學家詹姆士·克羅（James C. Crow）發明的改良式波本製造手法，其原理跟製作酸麵包時所使用的天然酵母類似，在威士忌的製造原料正在進行發酵階段時加入一些已經去除酒精成分的啤酒（啤酒本身就是一種已發酵的酒醪）。這種製造方式所產生的酸性物質能有效抑制威士忌在製造過程中的細菌成長，減少威士忌被污染的可能，事實上，今日的波本威士忌早已全部改採酸醪方式製造。